# (73496) 2002 RW10
(73496) 2002 RW10 – planetoida z pasa głównego asteroid okrążająca Słońce w ciągu 5,62 lat w średniej odległości 3,16 j.a. Odkryta 4 września 2002 roku.